# Шауэнбург
Шауэнбург (нем. Schauenburg (Gemeinde)) — община в Германии, в земле Гессен. Подчиняется административному округу Кассель. Входит в состав района Кассель.  Население составляет 10 256 человек (на 31 декабря 2010 года). Занимает площадь 30,85 км².